# 张华镇 (旺苍县)
张华镇，是中华人民共和国四川省广元市旺苍县下辖的一个乡镇级行政单位。2020年5月，将原枣林乡双龙村、枣林村、桥河村、三汇村和原柳溪乡上游村、光荣村、荣华村、狮坪村所属行政区域划归张华镇管辖。

## 行政区划
张华镇下辖以下地区：
张华沟社区、桂华村、九台村、池龙村、宋水村、香岭村、大龙村、小龙村、东升村、岐山村、松浪村、凤凰村、曙光村、大地村、八一村、大梁村、五一村和友坝村。